# Sci alpino ai VII Giochi olimpici invernali - Slalom speciale femminile
La competizione dello slalom speciale femminile di sci alpino ai VII Giochi olimpici invernali si è svolta il giorno 30 gennaio 1956 sulla Pista Col Drusciè a Cortina d'Ampezzo.

## Classifica
| Pos.    | Atleta                            | Nazione                   | 1ª Manche | 2ª Manche | Totale |
| ------- | --------------------------------- | ------------------------- | --------- | --------- | ------ |
| Oro     | Renée Colliard                    | Svizzera                  | 55"6      | 56"7      | 1'52"3 |
| Argento | Regina Schöpf                     | Austria                   | 56"0      | 59"4      | 1'55"4 |
| Bronzo  | Evgenija Sidorova                 | Unione Sovietica          | 56"9      | 59"8      | 1'56"7 |
| 4       | Giuliana Minuzzo                  | Italia                    | 56"9      | 59"9      | 1'56"8 |
| 5       | Josefine Frandl                   | Austria                   | 1'00"4    | 57"5      | 1'57"9 |
| 6       | Inger Bjørnbakken                 | Norvegia                  | 58"7      | 59"3      | 1'58"0 |
| 6       | Astrid Sandvik                    | Norvegia                  | 58"9      | 59"1      | 1'58"0 |
| 8       | Josette Nevière                   | Francia                   | 1'00"3    | 58"0      | 1'58"3 |
| 9       | Marysette Agnel                   | Francia                   | 58"2      | 1'00"6    | 1'58"8 |
| 10      | Frieda Dänzer                     | Svizzera                  | 59"2      | 59"7      | 1'58"9 |
| 11      | Borghild Niskin                   | Norvegia                  | 59"0      | 1'00"0    | 1'59"0 |
| 12      | Dorothea Hochleitner              | Austria                   | 1'00"4    | 1'00"6    | 2'01"0 |
| 13      | Inger Jørgensen                   | Norvegia                  | 1'01"4    | 1'00"9    | 2'02"3 |
| 14      | Hannelore Glaser-Franke           | Squadra Unificata Tedesca | 1'01"8    | 1'02"9    | 2'04"7 |
| 15      | Hedi Beeler                       | Svizzera                  | 1'01"9    | 1'03"2    | 2'05"1 |
| 16      | Anna Pellissier                   | Italia                    | 1'01"2    | 1'05"3    | 2'06"5 |
| 17      | Madeleine Chamot-Berthod          | Svizzera                  | 1'09"7    | 58"7      | 2'08"3 |
| 18      | Paule Moris                       | Francia                   | 1'13"9    | 1'01"7    | 2'15"6 |
| 18      | Ginette Seguin                    | Canada                    | 1'05"6    | 1'10"0    | 2'15"6 |
| 20      | Dorothy Surgenor                  | Stati Uniti               | 1'09"1    | 1'08"2    | 2'17"3 |
| 21      | Annemarie Buchner                 | Squadra Unificata Tedesca | 1'01"7    | 1'16"8    | 2'18"5 |
| 22      | Maria Kowalska                    | Polonia                   | 58"7      | 1'23"0    | 2'21"7 |
| 23      | Carlyn Kruger                     | Canada                    | 1'14"7    | 1'07"6    | 2'22"3 |
| 24      | Hilde Hofherr                     | Austria                   | 58"2      | 1'25"3    | 2'23"5 |
| 25      | Andrea Mead-Lawrence              | Stati Uniti               | 1'10"5    | 1'15"3    | 2'25"8 |
| 25      | Zandra Nowell                     | Gran Bretagna             | 57"5      | 1'28"3    | 2'25"8 |
| 27      | Gladys Werner                     | Stati Uniti               | 1'13"9    | 1'16"2    | 2'30"1 |
| 28      | Vivi-Anne Wassdahl                | Svezia                    | 1'31"2    | 59"6      | 2'30"8 |
| 29      | Vera Schenone                     | Italia                    | 1'05"1    | 1'32"1    | 2'37"2 |
| 30      | Anne Heggtveit                    | Canada                    | 1'31"0    | 1'07"5    | 1'07"2 |
| 31      | Penelope Pitou                    | Stati Uniti               | 1'26"2    | 1'16"3    | 2'42"5 |
| 32      | Slava Zupančič                    | Jugoslavia                | 1'35"0    | 1'08"5    | 2'43"5 |
| 33      | Christine Davy                    | Australia                 | 1'26"1    | 1'21"5    | 2'47"6 |
| 34      | Renate Holmes                     | Gran Bretagna             | 1'15"0    | 1'40"9    | 2'55"9 |
| 35      | Jocelyn Wardrop-Moore             | Gran Bretagna             | 1'54"4    | 1'26"0    | 3'20"4 |
| -       | Jakobína Jakobsdóttir             | Islanda                   | 1'06"4    | Squal.    |        |
| -       | Lucile Wheeler                    | Canada                    | 1'36"7    | Squal.    |        |
| -       | Ossi Reichert                     | Squadra Unificata Tedesca | 1'07"8    | Squal.    |        |
| -       | Addie Pryor                       | Gran Bretagna             | 1'35"2    | NP        |        |
| -       | Muriel Lip                        | Francia                   | Squal.    |           |        |
| -       | Marianne Seltsam                  | Squadra Unificata Tedesca | Squal.    |           |        |
| -       | Ingrid Englund                    | Svezia                    | Squal.    |           |        |
| -       | Eivor Berglund                    | Svezia                    | Squal.    |           |        |
| -       | Maria Gąsienica Daniel-Szatkowska | Polonia                   | Squal.    |           |        |
| -       | Cristina Ebner                    | Italia                    | Squal.    |           |        |
| -       | Aleksandra Artyomenko             | Unione Sovietica          | Squal.    |           |        |
| -       | Magdalena Marotineanu             | Romania                   | Squal.    |           |        |
| -       | Elena Epuran                      | Romania                   | Squal.    |           |        |